# S.U.C.K.
S.U.C.K. – pierwszy album studyjny polskiej grupy thrashmetalowej Virgin Snatch. Wydawnictwo ukazało się 6 grudnia 2003 roku nakładem wytwórni muzycznej MILS Music. Nagrania zarejestrowano w Studio Lynx Music oraz Yaro Home Studio w Krakowie w 2003 roku. 

## Lista utworów
Opracowano na podstawie materiału źródłowego.
1. "Intro" (muzyka: Virgin Snatch) - 00:56
2. "No Salvation" (muzyka: Virgin Snatch; słowa: Zieliński) - 03:02
3. "Altering Theory" (muzyka: Virgin Snatch; słowa: Zieliński) - 03:22
4. "Six Six Six" (muzyka: Virgin Snatch; słowa: Zieliński) - 02:42
5. "Senior De Ville" (muzyka: Virgin Snatch; słowa: Zieliński) - 02:10
6. "Prayer Infected" (muzyka: Virgin Snatch; słowa: Zieliński) - 03:18
7. "More Than Less" (muzyka: Virgin Snatch; słowa: Zieliński) - 03:16
8. "Before" (muzyka: Virgin Snatch; słowa: Zieliński) - 04:50
9. "For Those Alone" (muzyka: Virgin Snatch; słowa: Zieliński) - 03:38
10. "S.U.C.K." (muzyka: Virgin Snatch; słowa: Zieliński) - 04:38

## Twórcy
Opracowano na podstawie materiału źródłowego.

- Łukasz "Zielony" Zieliński - wokal prowadzący
- Grzegorz "Grysik" Bryła - gitara rytmiczna, gitara prowadząca
- Tomasz "Titus" Pukacki - gitara basowa
- Jacek "Jacko" Sławeński - perkusja
- Jacek Hiro - gościnnie gitara prowadząca
- Dariusz "Yanuary" Styczeń - gościnnie gitara
- Jarosław "Jaro.Slav" Szubrycht - gościnnie wokal
- Pinochio - gościnnie perkusja
- Ryszard Kramarski - gościnnie instrumenty klawiszowe
- Piotr Tomczyk - okładka
- Jarosław Baran - miksowanie, mastering